# ブロンソン・アローヨ
ブロンソン・アンソニー・アローヨ（Bronson Anthony Arroyo, 1977年2月24日 - ）は、アメリカ合衆国フロリダ州キーウェスト出身の元プロ野球選手（投手）。右投右打。

## 経歴

### プロ入り前
1977年2月24日、キューバ人の父とアメリカ人の母の間に生まれる。父が「チャールズ・ブロンソンのようなタフガイになってほしい」と願ったことから "ブロンソン" と名付けられた、という。その後野球を始め、高校時代まで遊撃手や投手として活躍する。子供の頃のヒーローは、同じ遊撃手のオジー・スミスだった。

### プロ入りとパイレーツ時代
1995年のMLBドラフト3巡目（全体69位）でピッツバーグ・パイレーツから投手として指名を受け、プロ入り。投手専門になる。
2000年6月12日のアトランタ・ブレーブス戦で、先発としてメジャーデビューし、5回5失点で勝敗はつかなかった。0勝3敗で迎えた6試合目の登板で初勝利を挙げた。その後、主に先発や中継ぎとして2年間で44試合に登板する。しかし3年目は9試合のみの登板にとどまった。

### レッドソックス時代
2003年2月にウェイバー公示を経て、ボストン・レッドソックスへ移籍した。
AAA級ポータケット・レッドソックスでプレーしていた2003年8月10日、AAA級のインターナショナルリーグにおいて、2000年の大家友和以来、史上4人目となる完全試合（9イニング）を達成した。この年、インターナショナルリーグ最優秀投手に選出された。。
2004年にメジャーで先発ローテーションに定着し、自身初の2桁勝利（10勝）を記録した。7月24日に投球をアレックス・ロドリゲスに当てて乱闘騒ぎになるなど、この年は両リーグ最多の20個の死球を与えてしまった。この因縁もあって、10月19日のリーグチャンピオンシップシリーズ第6戦、ロドリゲスが打った投ゴロでアローヨがロドリゲスにタッチしようとすると、ロドリゲスはそのグラブを手で払いのけ、ボールが転々とする間に三塁走者のデレク・ジーターが生還したように思えたが、直後に守備妨害が宣告され、ロドリゲスはアウトになった。第3戦ではアローヨから場外本塁打を打っていたロドリゲスがイライラして起こしたプレーだと思われる。その後のレッドソックスにとって86年ぶりとなるワールドシリーズ優勝にも貢献した。
2005年には自己最高となる14勝を記録した。
2006年1月には代理人から安すぎると反対されるも3年総額1125万ドルで契約延長した。

### レッズ時代
2006年3月20日にウィリー・モー・ペーニャとのトレードで、シンシナティ・レッズへ移籍した。
移籍1年目は、アーロン・ハラングとともにレッズ先発投手陣の柱となった。開幕から5連勝を記録し、苦手と公言している打撃では開幕から2試合連続で本塁打を放った。前半戦は9勝6敗で防御率はリーグ5位の3.12を記録し、オールスターゲームに初めて選出された。元チームメイトのペドロ・マルティネスからは「彼が前半戦のサイ・ヤング賞」と評価された。35試合の先発登板で、240.2投球回はリーグ最多、防御率3.29、WHIP1.188はチーム1位、14勝はチーム2位だった。9月5日のサンフランシスコ・ジャイアンツ戦でキャリア初の完封勝利を挙げた。また、オフには日米野球でMLB選抜として来日した。
球団は、アローヨとの契約が2年残っていたが、2007年2月8日に2009年から2年総額2500万ドル（3年目は球団オプション）で契約延長。2007年は、22QS（チーム最多）を記録する安定感があったが、34登板中15試合で味方打線が2点以下に抑えられたため援護に恵まれず、9勝15敗と負け越しに終わった。
2008年は自己最多の15勝を記録したが、防御率は前年よりも悪化し、4.77。6月24日のトロント・ブルージェイズ戦では先発投手としてMLB史上6人目となる1イニング以下で自責点10以上を記録。
2009年は2年連続の15勝を記録する一方、13敗を喫するなど苦戦も見えたが、防御率は3.84と改善した。
2010年、それまでの最多勝利の自己記録を更新する17勝、さらに自身初となるゴールドグラブ賞を受賞した。レッズの投手が同賞に選出されるのは1958年のハーベイ・ハディックス以来52年ぶりであった。尚、ハディックスは3年連続で同賞に選出されたが、レッズに在籍したのは1958年の1シーズンのみである。
2011年11月3日、球団はアローヨの契約オプションを行使し、さらに2013年までの2年総額3500万ドルの契約延長に合意した。
2013年10月31日にFAとなった。

### ダイヤモンドバックス時代
2014年2月7日にアリゾナ・ダイヤモンドバックスと総額2350万ドルの2年契約に合意したことが報道され、2月12日に球団が発表した。6月16日、右肘の故障によりキャリアで初めて故障者リストに入った。7月15日にトミー・ジョン手術を受け、シーズンを終えた。先発ローテーション定着以来10年続いていた規定投球回到達（また、9年連続199イニング以上）が途切れた。

### ブレーブス傘下～ドジャース傘下時代
2015年6月20日にフィル・ゴセリンとのトレードで、トゥーキー・トゥーサンと共にアトランタ・ブレーブスへ移籍した。7月30日にブレーブス、ロサンゼルス・ドジャース、マイアミ・マーリンズ間の三角トレードでアレックス・ウッド、ジム・ジョンソン、ルイス・アビラン、ホセ・ペラザと共にロサンゼルス・ドジャースへ移籍した。見返りとしてブレーブスは、ドジャースからエクトル・オリベラ、パコ・ロドリゲス、ザカリー・バードの3選手を獲得し、さらにマーリンズからは2016年のドラフト指名権を獲得した。故障者リストに入ったままシーズンを終え、球団が450万ドル（約5億3000万円）でバイアウトしたため、11月7日にFAとなった。

### ナショナルズ傘下時代
2016年1月27日にワシントン・ナショナルズとマイナー契約を結んだ。

### レッズ復帰
2017年2月3日に古巣レッズとマイナー契約を結んだ。4月8日にメジャー契約を結んで25人枠入りし、同日のセントルイス・カージナルス戦で2014年6月以来、約3年ぶりに登板した。同年9月23日に現役引退を表明した。

## 選手としての特徴
ひざを曲げずに足を高く上げる独特のフォームで、時折腕の角度を変えながら投球する。平均球速138km/hのシンカーを主体に、チェンジアップ、カーブなどの変化球を組み合わせて、打たせて捕る技巧派投手。多彩な球種を持っており、2012年まではスプリッターとカットボールも投げていたが、以降は投げるのをやめている。また、フォーシームを投げる割合も年々低くなっており、現在持ち球としている中では一番頻度が少ない。あえて打たせるピッチングをするため、どの球種も空振り率は低いが、状況に応じて三振を狙う場合はスライダーを投げる事が多い。
配球は巧みで、レッズのジェリー・ナロン監督（2005年 - 2007年）は「彼のピッチングを見るのは楽しい。彼のように打者の打ち取り方を知っている投手は最近は少なくなってきたからね」とアローヨの投球術を高く評価している。

## ミュージシャンとして

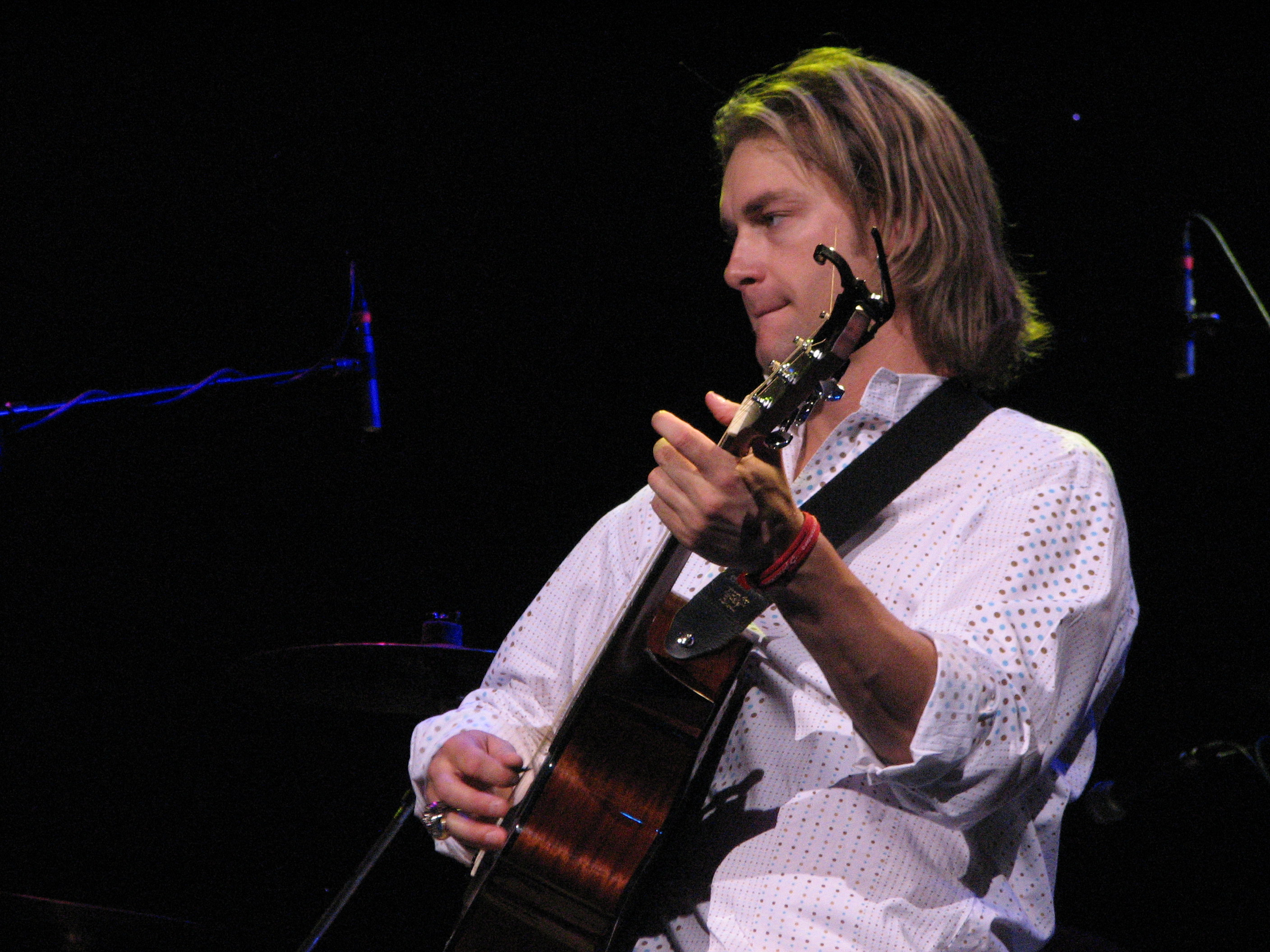
2008年1月に行われたコンサートでのアローヨ

野球選手としてプレーする傍ら、ミュージシャンとしての顔も持つ。2005年にはアルバム "Covering the Bases" を発表し、デビューミュージシャンランキング2位に入った。また、レッズ時代にチームメイトだったリッチ・オーリリアの夫人は歌手で、2006年6月に一緒にチャリティーコンサートなども行っている。

## 詳細情報

### 年度別投手成績
| 年 度     | 球 団     | 登 板 | 先 発 | 完 投 | 完 封 | 無 四 球 | 勝 利 | 敗 戦 | セ 丨 ブ | ホ 丨 ル ド | 勝 率 | 打 者 | 投 球 回 | 被 安 打 | 被 本 塁 打 | 与 四 球 | 敬 遠 | 与 死 球 | 奪 三 振 | 暴 投 | ボ 丨 ク | 失 点 | 自 責 点 | 防 御 率 | W H I P |
| --------- | --------- | ----- | ----- | ----- | ----- | -------- | ----- | ----- | -------- | ----------- | ----- | ----- | -------- | -------- | ----------- | -------- | ----- | -------- | -------- | ----- | -------- | ----- | -------- | -------- | ------- |
| 2000      | PIT       | 20    | 12    | 0     | 0     | 0        | 2     | 6     | 0        | 0           | .250  | 338   | 71.2     | 88       | 10          | 36       | 6     | 4        | 50       | 3     | 1        | 61    | 51       | 6.40     | 1.73    |
| 2001      | PIT       | 24    | 13    | 1     | 0     | 0        | 5     | 7     | 0        | 2           | .417  | 390   | 88.1     | 99       | 12          | 34       | 6     | 4        | 39       | 4     | 1        | 54    | 50       | 5.09     | 1.51    |
| 2002      | PIT       | 9     | 4     | 0     | 0     | 0        | 2     | 1     | 0        | 1           | .667  | 123   | 27.0     | 30       | 1           | 15       | 3     | 0        | 22       | 0     | 0        | 14    | 12       | 4.00     | 1.67    |
| 2003      | BOS       | 6     | 0     | 0     | 0     | 0        | 0     | 0     | 1        | 0           | ----  | 66    | 17.1     | 10       | 0           | 4        | 2     | 1        | 14       | 0     | 0        | 5     | 4        | 2.08     | 0.81    |
| 2004      | BOS       | 32    | 29    | 0     | 0     | 0        | 10    | 9     | 0        | 0           | .526  | 764   | 178.2    | 171      | 17          | 47       | 3     | 20       | 142      | 5     | 0        | 99    | 80       | 4.03     | 1.22    |
| 2005      | BOS       | 35    | 32    | 0     | 0     | 0        | 14    | 10    | 0        | 0           | .583  | 878   | 205.1    | 213      | 22          | 54       | 3     | 14       | 100      | 5     | 1        | 116   | 103      | 4.51     | 1.30    |
| 2006      | CIN       | 35    | 35    | 3     | 1     | 0        | 14    | 11    | 0        | 0           | .560  | 992   | 240.2    | 222      | 31          | 64       | 7     | 5        | 184      | 6     | 0        | 98    | 88       | 3.29     | 1.19    |
| 2007      | CIN       | 34    | 34    | 1     | 0     | 0        | 9     | 15    | 0        | 0           | .375  | 921   | 210.2    | 232      | 28          | 63       | 6     | 13       | 156      | 4     | 0        | 109   | 99       | 4.23     | 1.40    |
| 2008      | CIN       | 34    | 34    | 1     | 0     | 0        | 15    | 11    | 0        | 0           | .577  | 871   | 200.0    | 219      | 29          | 68       | 2     | 6        | 163      | 6     | 0        | 116   | 106      | 4.77     | 1.44    |
| 2009      | CIN       | 33    | 33    | 3     | 2     | 1        | 15    | 13    | 0        | 0           | .536  | 923   | 220.1    | 214      | 31          | 65       | 6     | 9        | 127      | 1     | 0        | 101   | 94       | 3.84     | 1.27    |
| 2010      | CIN       | 33    | 33    | 2     | 0     | 0        | 17    | 10    | 0        | 0           | .630  | 880   | 215.2    | 188      | 29          | 59       | 5     | 6        | 121      | 1     | 1        | 95    | 93       | 3.88     | 1.15    |
| 2011      | CIN       | 32    | 32    | 1     | 1     | 1        | 9     | 12    | 0        | 0           | .429  | 855   | 199.0    | 227      | 46          | 45       | 5     | 6        | 108      | 0     | 0        | 119   | 112      | 5.07     | 1.37    |
| 2012      | CIN       | 32    | 32    | 1     | 1     | 0        | 12    | 10    | 0        | 0           | .545  | 835   | 202.0    | 209      | 26          | 35       | 1     | 5        | 129      | 3     | 0        | 86    | 84       | 3.74     | 1.21    |
| 2013      | CIN       | 32    | 32    | 2     | 1     | 1        | 14    | 12    | 0        | 0           | .538  | 823   | 202.0    | 199      | 32          | 34       | 2     | 7        | 124      | 1     | 2        | 88    | 85       | 3.79     | 1.15    |
| 2014      | ARI       | 14    | 14    | 1     | 0     | 0        | 7     | 4     | 0        | 0           | .636  | 357   | 86.0     | 92       | 10          | 19       | 1     | 3        | 47       | 2     | 0        | 40    | 39       | 4.08     | 1.29    |
| 2017      | CIN       | 14    | 14    | 0     | 0     | 0        | 3     | 6     | 0        | 0           | .333  | 322   | 71.0     | 94       | 23          | 19       | 2     | 2        | 45       | 1     | 0        | 59    | 58       | 7.35     | 1.59    |
| MLB：16年 | MLB：16年 | 419   | 383   | 16    | 6     | 3        | 148   | 137   | 1        | 3           | .519  | 10338 | 2435.2   | 2507     | 347         | 661      | 60    | 105      | 1571     | 42    | 6        | 1260  | 1158     | 4.28     | 1.30    |

- 各年度の太字はリーグ最高

### 年度別守備成績
| 年 度 | 球 団 | 投手（P） | 投手（P） | 投手（P） | 投手（P） | 投手（P） | 投手（P） |
| 年 度 | 球 団 | 試 合     | 刺 殺     | 補 殺     | 失 策     | 併 殺     | 守 備 率  |
| ----- | ----- | --------- | --------- | --------- | --------- | --------- | --------- |
| 2000  | PIT   | 20        | 3         | 5         | 1         | 0         | .889      |
| 2001  | PIT   | 24        | 3         | 15        | 2         | 1         | .900      |
| 2002  | PIT   | 9         | 3         | 7         | 0         | 0         | 1.000     |
| 2003  | BOS   | 6         | 2         | 0         | 0         | 0         | 1.000     |
| 2004  | BOS   | 32        | 24        | 16        | 2         | 2         | .952      |
| 2005  | BOS   | 35        | 21        | 21        | 2         | 1         | .955      |
| 2006  | CIN   | 35        | 29        | 33        | 0         | 4         | 1.000     |
| 2007  | CIN   | 34        | 11        | 27        | 1         | 0         | .974      |
| 2008  | CIN   | 34        | 18        | 31        | 0         | 0         | 1.000     |
| 2009  | CIN   | 33        | 18        | 31        | 2         | 3         | .961      |
| 2010  | CIN   | 33        | 18        | 31        | 0         | 5         | 1.000     |
| 2011  | CIN   | 32        | 22        | 30        | 4         | 2         | .929      |
| 2012  | CIN   | 32        | 16        | 31        | 0         | 1         | 1.000     |
| 2013  | CIN   | 32        | 15        | 29        | 1         | 1         | .978      |
| 2014  | ARI   | 14        | 12        | 12        | 1         | 2         | .960      |
| 2017  | CIN   | 14        | 6         | 6         | 0         | 0         | 1.000     |
| MLB   | MLB   | 419       | 221       | 325       | 16        | 22        | .972      |

- 各年度の太字はリーグ最高
- 太字年はゴールドグラブ賞受賞

### 表彰
- ゴールドグラブ賞（投手部門）：1回（2010年）
- 週間MVP：1回（2008年8月25日 - 31日）

### 記録
- MLBオールスターゲーム選出：1回（2006年）

### 背番号
- 69（2000年 - 2002年）
- 61（2003年 - 2014年、2017年）